# Алиса Шампанская
Алиса (Адель) Шампанская и Иерусалимская (фр. Alix de Champagne-Jérusalem; ок. 1193 — 1246) — королева-консорт Кипра в 1210—1218 годах, супруга короля Кипра Гуго I, в 1243—1246 годах была регентом Иерусалима при малолетнем короле Конраде IV.

## Происхождение и ранние годы
Алиса (Адель) родилась около 1193 года в семье королевы Иерусалимской Изабеллы и её третьего супруга, графа Шампани Генриха II. Последний вместе с лордом Кипра Амори де Лузиньяном договорились о заключении династического брака — старшая дочь Генриха должна была выйти замуж за старшего сына и наследника Амори. При заключении брака в качестве приданого первая должна была стать графиней Яффы. Генрих II скончался 10 сентября 1197 года, разбившись насмерть в результате падения с башни в собственном дворце. Через месяц после этого события Изабелла сама вышла замуж в четвёртый раз. Её супругом стал Амори.
Перед отъездом в Иерусалим Генрих завещал свои родовые владения — Шампань и Бри — брату Тибо. Тот должен был стать графом если Генрих умрёт без потомков. Хотя на момент смерти у графа в живых оставалось две дочери — Алиса и её младшая сестра Филиппа — король Франции Филипп II Капет предпочёл проигнорировать их права на наследование и в январе 1199 года объявил Тибо графом Шампани как Тибо III. Последний скончался 24 мая 1201 года, оставив графства своему сыну, родившемуся уже после его смерти, Тибо IV. Регентом при нём стала мать Бланка Наваррская. Его права на престол были достаточно слабы, поскольку обе его кузины, и Алиса, и Филиппа, могли оспорить право посмертного ребёнка на управление графствами.
1 апреля 1205 года скончался ставший первым королём Кипра Амори де Лузиньян. Вскоре следом скончалась и королева Изабелла. Королевой Иерусалима стала её четырнадцатилетняя дочь и старшая единоутробная сестра Алисы Мария, в то время как регентом провозгласили брата Изабеллы Иоанна Ибелина. Наследницей первой очереди же объявили Алису как старшую сестру новой королевы. Её опекуном стала бабушка по материнской линии, вдовствующая королева Иерусалима Мария из династии Комнинов.

## Королева
Когда Алиса приближалась к совершеннолетию её бабушка стала вести переговоры с королём Кипра о реализации договора, заключённого между Амори и Генрихом, и организации брака между Алисой и властителем острова. Из-за брака Изабеллы и короля Амори суженые считались сводными братом и сестрой, из-за чего для организации брака требовалось высочайшее благословение со стороны церки, которое дал папа Иннокентий III. Приданное же за невесту предоставила Бланка Наваррская, которая опасалась, что не выйдя замуж девочка может вернуться в Шампань и попытаться забрать у её сына земли своего отца. Для укрепления позиций сына Бланка Наваррская в 1209 году убедила короля французского вынести королевское обещание о том, что никто не сможет безнаказанно оспорить титул до достижения её сыном совершеннолетия.
Брак состоялся в первой половине 1210 года, когда королю было 15 лет, или на два года ранее. В качестве приданного, как и договаривались отцы Амори и Алисы, последняя получила графство Яффу. В браке родилось три ребёнка, сын Генрих и две дочери, Мария и Изабелла. Её сестра вышла замуж за графа Рамрю, Эрара, который в будущем предъявил её права на престол Шампани и Бри. Бланка настаивала на незаконнорожденности обеих девочек, обратившись в папство с требованием проверки того, насколько верно был аннулирован первый брак их матери с Онфруа IV. Расследование, которое провёл кардинал и легат Роберт Керзон, показало протесты против развода как со стороны Онфруа, так и со стороны Изабеллы, что наводило посланника на мысль о незаконности разрыва союза. Однако в дальнейшем расследование приостановили, благодаря чему обе девочки остались законными детьми, а последующие браки их матери не были аннулированы.

## Регент
Гуго скончался в Триполи 10 января 1218 года. Официальным регентом стала мать нового короля Генриха I Алиса, однако она переложила ответственность за правления на своего дядю по линии матери Филиппа Ибелина. Источники дают разные данные о том, кто именно так решил: так историк Филипп Наваррский писал, что решение о передаче полноты власти принял сам Гуго на смертном одре, в то время как хронист Эрнул писал о том, что королева приняла решение самостоятельно. Так или иначе папа Гонорий III поручил легату и кардиналу Пайу Галвану защиту Алисы и её детей от неких людей с нездоровым и злым рвением, из чего в историографии существует предположение о том, что женщина столкнулась со значительным сопротивлением в годы начала своего правления.
В 1218 году Эрар, граф Рамрю, отказался от претензий на родовые графства Алисы и её сестры в обмен на выплату компенсации. Он же пообещал графу Тибо IV поддержку в случае, если Алиса задумает настоять на своих. Из-за данных событий Алиса послала своих легатов в Шампань, что привело к возникновению протестов со стороны Бланки перед святым престолом 23 июня 1219 года.
В октябре 1220 года закончились переговоры между королевой-матерью и Пайу о статусе католической церкви в королевстве Кипр. Между ними были достигнуто соглашение, одним из требований которого со стороны Алисы стало освобождение принадлежавших к православной церкви от налогообложения со стороны Святого престола. Ей также удалось убедить папу римского в необходимости назначения епископов-суффраганов со стороны православных в четырёх католических церквях когда Папа Римский принял решение об упразднении православной иерархии на острове. В дальнейшем соглашение подверглось ревизии после того, как знать острова выступила против уплаты десятинного налога, а также против возвращения церкви земель, которые ранее были конфискованы у православных священнослужителей. Нового соглашения удалось достигнуть два года спустя, однако оно не освободило дворян от выплаты налога, хоть и дало им возможность не возвращать земли церкви.
В 1223 году во Франции стали распространяться слухи о возможности второго брака Алисы — с констеблем Шампани Вильгельмом II, графом Дампьера. Однако данный брак напрямую запретил в августе того же года Святой престол, а Папа римский подчеркнул тот факт, что возможные суженые являются близкими родственниками.
Согласно «Хронике Святой земли», Алиса не щадила денег на траты, что привело к её конфликту с дядей Филиппом Ибелином. После споров о десятине она покинула остров, и в 1224 году поселилась либо в Яффе, либо в Триполи, пока её дети остались на острове. Здесь, находясь в гневе, она вступила в брак со старшим живым сыном князя Антиохии Боэмунда IV, будущим герцогом Боэмундом V. Папа римский поставил законность брака под сомнение и направил ноту в Никосию с требованием провести проверку.

## Жизнь в изгнании
Хотя Алиса находилась в изгнании, она по прежнему считала себя полноправной королевой Кипра и хотела назначить своего нового супруга бальи Кипра, однако местные бароны на Кипре выступили резко против самоуправства Алисы. Тогда королева предложила ещё одну кандидатуру, которой стал Амори де Барле, один из наиболее могущественных баронов королевства. Хотя он и выступал против деятельности Алисы по назначению супруга, её предложение было принято, во многом из-за ненавистнического отношения назначенца к Ибелинам. Однако бароны почти единогласно выступили за соблюдение процедуры назначения бальи Высоким судом и, соответственно, за сохранение Филиппом своего поста. Тогда барон уехал в Триполи, где дожидался скорого приезда императора Священной Римской империи Фридриха II Гогенштауфена, в то время как его друг Говен де Шенеше направился в Италию встречать последнего.
Фридрих II считал себя сюзереном Кипра благодаря тому, что его отец, Генрих VI Гогенштауфен, передал королевскую корону Амори. В 1225 году на острове организовали коронацию малолетнего наследника Амори уже без согласия императора, чем вызвали его гнев. За два года до этого было принято решение о браке между королевой Иерусалима Иолантой и императором Фридрихом с согласия Папы римского из-за дальнего родства (четвероюродности). Алиса присутствовала на коронации племянницы Иоланты, которая состоялась в 1225 году, перед отправкой королевы в Италию. Вскоре после этого началось новое расследование обстоятельств вступления Алисы и Боэмунда в брак, так как Фридрих II убедил умирающего Папу в его необходимости и пристрастности предыдущего судьи, вынесшего положительный вердикт. В качестве судей на сей раз выступили патриарх Иерусалимский и епископ Акры. Пришедший Гонорию на смену Григорий IX подтвердил необходимость расследования. Летом 1227 года супруги посетили Лимасол, где планировали увидеться с императором, однако тот не смог выехать из Италии из-за болезни. Григорий отлучил императора от церкви из-за того, что он не выполнил свою клятву и не стал крестоносцем. Но в дальнейшем брак всё же аннулировали.
В 1227 году скончался Филипп Ибелин, и Высокий суд назначил бальи Жана I Ибелина, сеньора Бейрута. В историографии считается, что назначение произошло не без одобрения королевы. Благодаря этому назначению Жан стал самым влиятельным человеком в государствах крестоносцев. 21 июля 1228 года в Лимасол прибыл Фридрих II. Он призвал к себе Жана, его детей и малолетнего короля Кипра, которых стали отговаривать от поездки, ссылаясь на слухи о коварстве императора, однако бальи решил направиться на встречу. Император встретил того с распростёртыми объятиями, приказал окончить траур и позвал на пир, где его люди окружили киприотов с оружием в руках, и Фридрих на правах сюзерена потребовал доходы с острова. Тот заявил, что все деньги передавались королеве Алисе как законному регенту. Угрозы со стороны императора не подействовали. Он отказался вступать в прямой конфликт из-за малого количества сил, повелев лишь оставить заложников и направиться с ним в крестовый поход. Следом остров признал его своим сюзереном, и Фридрих лишил Жана статуса бальи. Фридрих потребовал клятву верности и от знати, однако те отказались сделать это напрямую, согласившись, что он является их властителем опосредованно, а также заявив о необходимости соблюдать клятву королеве Алисе. Тогда без согласия последней император назначил новых бальи Кипра, Амори де Барле, Гавина де Ченичи, Эмори Бефсанского, Гуго Гибелетского и Вильгельма Риветского, а сам вернулся в Италию в мае 1229 года. Тем временем герцог Бретани Пьер I объявил о намерении вступить в брак с Алисой, однако Папа римский не разрешил союз из-за родства.

### Комментарии
1. ↑  Согласно историку С. В. Близнюк, графиней Яффы Алиса была ранее, в 1205—1209 годах[12]. Город вошёл в состав Кипрского королевства в октябре 1204 года, когда его в знак примирения вместе с Рамлой и Лиддой вернул королю султан Египта аль-Адиль[13].